# Amanat

Siedziba główna partii w Astanie

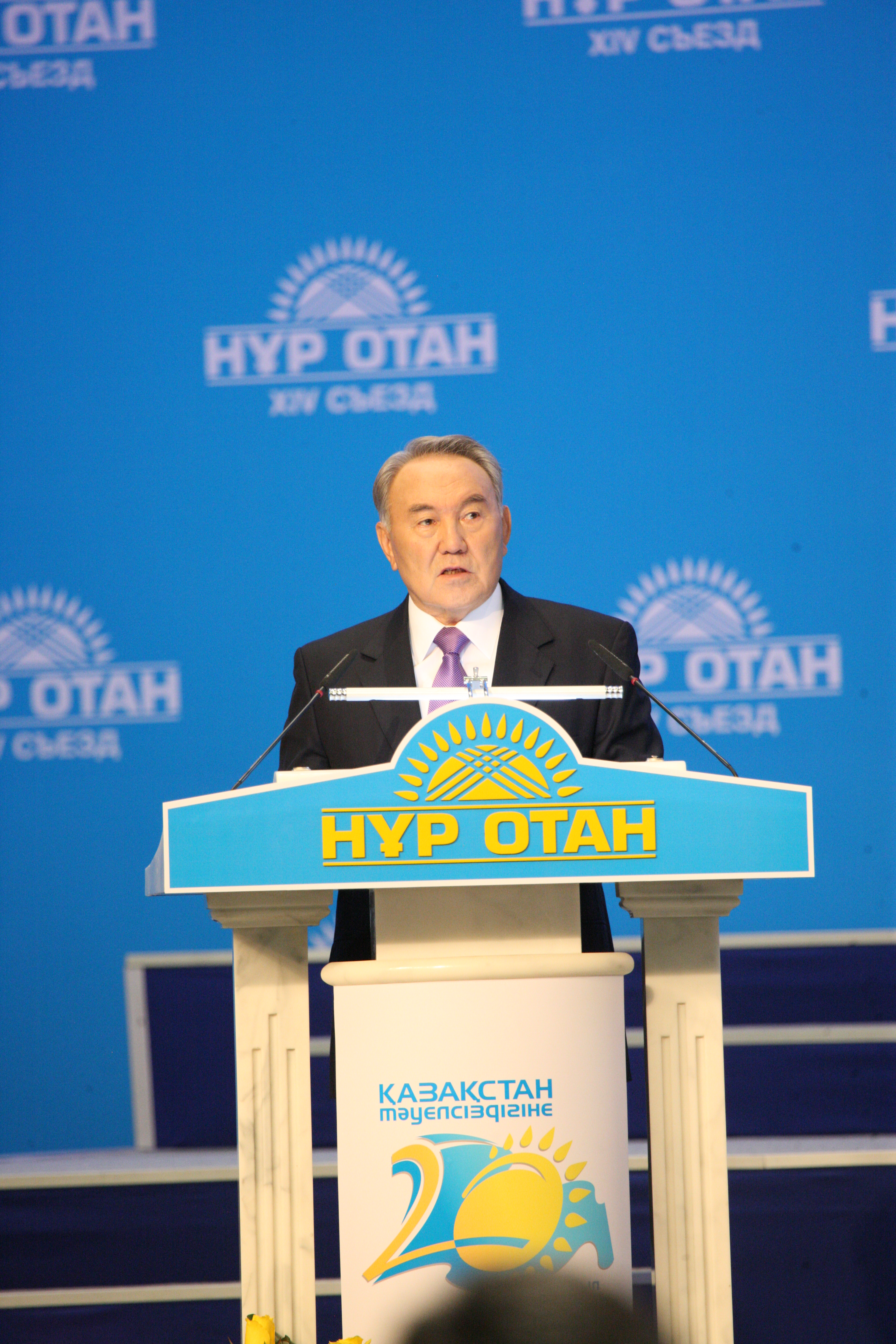
Nursułtan Nazarbajew przemawiający na zjeździe partii w 2011 roku

Amanat (kaz. Аманат) – założona w 1999 roku, obecnie rządząca partia polityczna w Kazachstanie i jednocześnie największe ugrupowanie tego państwa. Od 2023 roku posiada 62 deputowanych w Mażylisie Parlamentu Republiki Kazachstanu.

## Historia
Partia została zarejestrowana 12 lutego 1999 pod nazwą „Otan” (po polsku „Ojczyzna”) w wyniku połączenia Związku Jedności Ludowej Kazachstanu, Liberalnego Ruchu Kazachstanu, Demokratycznej Partii Kazachstanu i Ruchu „Za Kazachstan – 2030”. Zjazd założycielski odbył się 1 marca 1999. 
22 grudnia 2006 zmieniono nazwę ugrupowania z „Otan” na „Nur Otan” (po polsku „Światło Ojczyzny”), co było następstwem wchłonięcia przez Otan trzech kolejnych partii – Asar, Partii Agrarnej Kazachstanu i Partii Obywatelskiej. 18 października 2013 partia zmieniła swoją pełną nazwę z Narodowo-Demokratyczna Partia Nur Otan (kaz. Нұр Отан Халықтық Демократиялық Партиясы, ros. Народно-демократическая партия «Нур Отан») na Nur Otan.
W pierwszych wyborach parlamentarnych po wniesieniu poprawek do konstytucji, które odbyły się 18 sierpnia 2007, Nur Otan zdobył 88,40% głosów i wszystkie miejsca w parlamencie wyłaniane w drodze głosowania. W kolejnych wyborach parlamentarnych, które odbyły się 15 stycznia 2012, Nur Otan zdobył 80,99% głosów, co dało mu 83 fotele w Mażylisie. Do parlamentu weszły również Demokratyczna Partia Kazachstanu Ak Żoł (8 foteli) oraz Komunistyczna Ludowa Partia Kazachstanu (7 foteli).
Od 2007 roku przewodniczącym Nur Otan był Nursułtan Nazarbajew – prezydent Kazachstanu w latach 1991–2019. 23 listopada 2021 ogłosił on zamiar ustąpienia ze stanowiska lidera partii na rzecz Kasyma-Żomart Tokajewa. Tokajew został wybrany nowym przewodniczącym i zaprzysiężony 28 stycznia 2022 podczas nadzwyczajnego zjazdu partii.
W 2020 roku Nur Otan liczył ok. 835 tys. członków.
1 marca 2022 władze partii podjęły decyzję o zmianie nazwy ugrupowania z „Nur Otan” na „Amanat”. 26 kwietnia 2022 Jerłan Koszanow został wybrany nowym przewodniczącym partii, zastępując na tym stanowisku Tokajewa.

## Współpraca międzynarodowa
Amanat na arenie międzynarodowej współpracuje ze Jedną Rosją, Komunistyczną Partią Chin, Liberalno-Demokratyczną Partią Uzbekistanu oraz Ludowo-Demokratyczną Partią Tadżykistanu. Przed 2014 rokiem współpracował także z rządzącą na Ukrainie Partią Regionów.

## Zjazdy partii
- I, 1 marca 1999 w Ałmaty
- II, 18 sierpnia 1999 w Ałmaty
- III, 20 kwietnia 2001 w Ałmaty
- IV, 9 listopada 2002 w Ałmaty
- V, 12 lipca 2003 w Ałmaty
- VI, 12 marca 2004 w Astanie
- VII, 15 czerwca i 18 lipca 2004 w Astanie
- VIII, 9 września 2005 w Ałmaty
- IX, 4 lipca 2006 w Astanie
- X, 22 grudnia 2006 w Astanie
- XI, 4 lipca 2007 w Astanie
- XII, 15 maja 2009 w Astanie
- XIII, 11 lutego 2011 w Astanie
- XIV, 25 listopada 2011 w Astanie
- XV, 18 października 2013 w Astanie
- XVI, 11 marca 2015 w Astanie
- XVII, 29 stycznia 2016 w Astanie

## Wyniki w wyborach do parlamentu
| Rok  | Liczba miejsc | Liczba głosów | Wynik procentowy | Pozycja             | Lider parlamentarny  |
| ---- | ------------- | ------------- | ---------------- | ------------------- | -------------------- |
| 1999 | 23/77         | 1 622 895     | 30,90%           | Rząd mniejszościowy | Kasym-Żomart Tokajew |
| 2004 | 42/77         | 5 621 436     | 60,60%           | Rząd większościowy  | Daniał Achmetow      |
| 2007 | 98/107        | 5 247 720     | 88,40%           | Rząd większościowy  | Karim Masimow        |
| 2012 | 83/107        | 5 621 436     | 80,99%           | Rząd większościowy  | Karim Masimow        |
| 2016 | 84/107        | 6 183 757     | 82,20%           | Rząd większościowy  | Karim Masimow        |
| 2021 | 76/107        | 5 148 074     | 71,09%           | Rząd większościowy  | Askar Mamin          |
| 2023 | 62/107        | 3 431 510     | 53,90%           | Rząd większościowy  | Alichan Smaiłow      |

## Wyniki w wyborach prezydenckich
| Rok  | Kandydat             | Liczba głosów | Wynik procentowy | Rezultat                  |
| ---- | -------------------- | ------------- | ---------------- | ------------------------- |
| 2005 | Nursułtan Nazarbajew | 6 147 517     | 91,15%           | Wygrana w pierwszej turze |
| 2011 | Nursułtan Nazarbajew | 7 850 958     | 95,55%           | Wygrana w pierwszej turze |
| 2015 | Nursułtan Nazarbajew | 8 833 250     | 97,75%           | Wygrana w pierwszej turze |
| 2019 | Kasym-Żomart Tokajew | 6 539 715     | 70,96%           | Wygrana w pierwszej turze |
| 2022 | Kasym-Żomart Tokajew | 6 456 392     | 81,31%           | Wygrana w pierwszej turze |